# 《布尔塞维克》编辑部旧址
31°13′15″N 121°25′08″E / 31.22089°N 121.41881°E
《布尔塞维克》编辑部旧址位于上海市长宁区江苏路街道愚园路1376弄34号（原亨昌里418号），是一幢一开间假三层新式里弄住宅。1984年5月4日，该建筑旧址经上海市人民政府定为第三批上海市文物保护单位。

## 历史沿革
1927年，国共合作破裂后，中国共产党中央委员会机关刊物《向导》停刊。之后中共中央决定重新出版中央机关刊物，刊名定为《布尔塞维克》，由瞿秋白、罗亦农、邓中夏、王若飞、郑超麟等五人组成编辑委员会。1927年12月1日，中共中央下发《中央通告十八号》，决定编委新增21名委员，有毛泽东、周恩来、蔡和森、张太雷、恽代英、任弼时、李富春、陆定一、周以栗、王一飞、夏曦、李立三、罗章龙、黄平、尹宽、刘伯庄、罗绮园、任卓宣、刘昌群、夏之栩、任旭。瞿秋白任主任。1928年6月18日至7月11日，瞿秋白在莫斯科主持召开了中共六大会后，留在苏联担任中共驻共产国际代表团团长。《布尔塞维克》编委主任由当时党中央宣传部长李立三担任。1931年1月，中共六届四中全会后，李立三被撤去党内领导职务，编委会主任由当时中央宣传部长张闻天担任，直至1932年7月《布尔塞维克》正式停刊。
1927年10月24日，第一期《布尔塞维克》在编辑部出版。初刊时，《布尔塞维克》定为周刊，之后逐步改为月刊、双月刊，直至不定期，但每期均保持在3万字左右。每期主要刊登党中央的一些重要决议、指示和文件；探讨与研究中同革命的性质、道路、路线、策略问题等。比如总结南昌起义的意义和经验教训，海陆丰起义和广州起义等。1928年12月，编辑部外迁别处。《布尔塞维克》自创刊至1932年7月最后一期为止，共出版52期。其中，在愚园路旧址出版的共有31期。
当时，编辑部与中共中央宣传部同在一处办公。一楼为中共中央宣传部长罗绮园的住处，二楼南室为党报主编、宣传部秘书郑超麟的住处。罗绮园从广东来中央前，瞿秋白经常到编辑部来指导工作。北室先是编辑黄文容的卧室，后为中共中央常委、组织局长罗亦农生前最后住处。
1984年，《布尔塞维克》编辑部旧址被上海市人民政府公布为上海市文物保护单位。1988年10月24日，经修复后向社会开放，陈列馆藏有革命烈士遗物、照片等。纪念馆共设4个陈列室，第一室为《布尔塞维克》编辑部旧址简介，展品有中共中央1927年通告、《新青年》、《布尔塞维克》和《求是》等杂志。还有编委会瞿秋白、罗亦农、邓中夏、王若飞、郑超麟的照片及简介。第二室介绍长宁区部分革命史迹。第三，四室是复原陈列，恢复了《布尔塞维克》编辑部旧址的历史原貌。1994年将第一、二室改为“长宁区革命史料陈列”，陈列内容除原有内容外，又增加了中共在长宁区域内进行革命活动及地下斗争的资料和部分革命先烈的遗物。史料陈列于1994年10月24日正式开放。2008年3月，编辑部旧址被公布为长宁区爱国主义教育基地。

## 交通
- 上海轨道交通中山公园站：上海轨道交通2号线、上海轨道交通3号线、上海轨道交通4号线